# تشكيل الاسفين

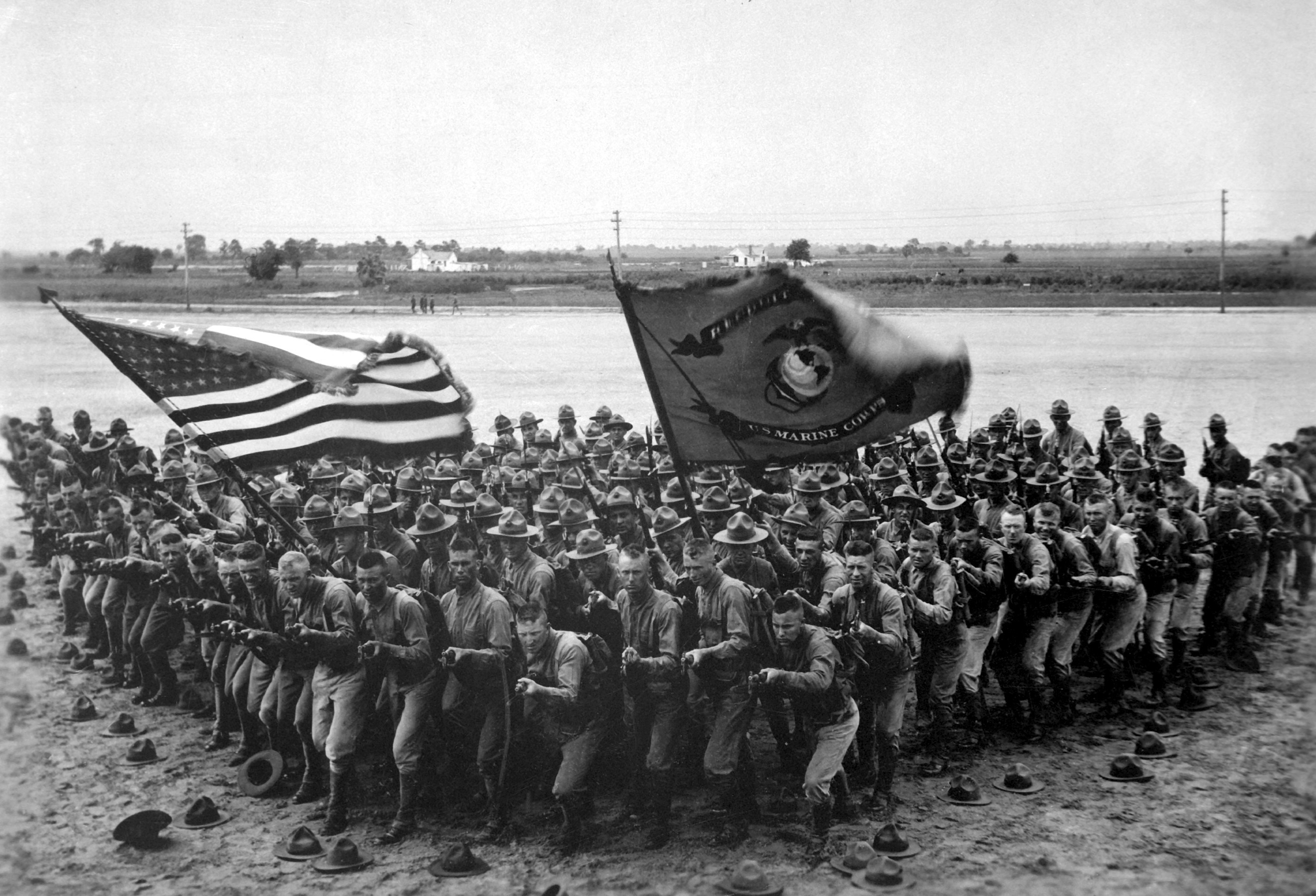
قوات المارينز الأمريكية تشكل في شكل إسفين في عام 1918

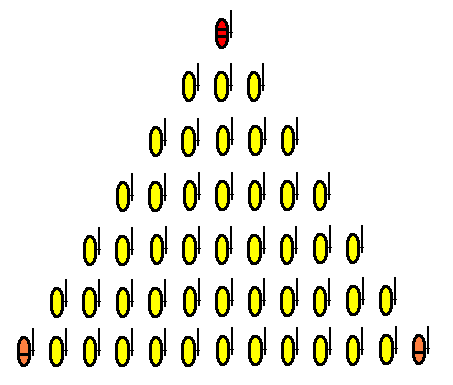
رفيق الفرسان المقدوني في تشكيل إسفين

تشكيل الإسفين أو تشكيلة دق الإسفين أو الوتد الطائر (تعريب المصطلح الإنجليزي Flying wedge) هو تكوين حربي يتم إنشاؤه من فريق يتحرك للأمام في تشكيل مثلثي. بدأ هذا الترتيب على شكل الإسفين أو الوتد بما يشبه رقم 7 أو حرف V كإستراتيجية عسكرية ناجحة في العصور القديمة عندما تتحرك وحدات المشاة للأمام في تشكيلات إسفين لتحطيم خطوط العدو. تم استخدام هذا المبدأ في الغزوات العربية وفي وقت لاحق من قبل الجيوش الأوروبية في العصور الوسطى ، وكذلك القوات المسلحة الحديثة في الحرب المدرعة حيث تتنسق المدرعات على شكل إسفين.
في اللغة الإنجليزية يسمى هذا التشكيل بالأسفين الطائر Flying wedge لشبهه بالطيور المحلقة على شكل سرب مكوناً شكل إسفين.
في العصر الحديث ، لا تزال تستخدم من قبل أجهزة الشرطة المدنية لمكافحة الشغب. كما تم استخدامه في بعض الألعاب الرياضية ، على الرغم من أن استخدام الإسفين محظور في بعض الأحيان بسبب الخطر الذي يشكله على المدافعين.